# ОШ „Јан Амос Коменски” Кулпин
Основна школа „Јан Амос Коменски“ је образовна установа са основним образовањем у Кулпину на два наставна језика српским и словачким језиком.

## Историја школе
Прва школа у Кулпину основана је пре више од два и по века (1754) године као православна црквена српска школа а мало затим (1789). године основана је и прва такође црквена евангеличка словачка школа. 
Архива Бачке епископије је изгорела у рату 1848/49 па је тешко одговорити на питања о томе ко је основао прву школу али у сваком случају то су биле црквене власти и породица Стратимировић јер је њихов утицај у овом месту био огроман. Настава је у ово време била црквеног карактера и нису постојали учитељи који су специјализовани за школу већ су наставу вршили свештеници. Књиге су биле посебан проблем и римокатоличка власт до 1770. године није дозвољавала да се штампају на црквенословенском језику. Знање наставника обухватало је читање писање и појање.
Посебно значајна кулпинска личност, несумњиво је Патријарх Српске православне цркве Георгије Бранковић. Он је рођен у Кулпину 13. марта 1830. године у свештеничкој породици, а као Патријарх је изградио српску женску школу и поклонио школи 30 јутара земље, на име издржавања школе.
О словачкој првој школи има нешто виче података. У складу са објективним околностима Кулпин је спадао међу насеља која су прво добила школу а затим самостални црквени збор евангеличке цркве. Иако су Стратимировићи дали плац за прву словачку цркву и одређено земљиште плату учитеља морали су да обезбеде поданици који су били сиромашни и оптерећени доприносима властеле и петровачке евангеличке цркве којој су припадали. Петровачки свешеник Стехло је до своје смрти водио рачуна о свим учитељима у школи и настави које је била црквена. Прва словачка зграда је била од землје као и све друге куће покривена трском и налазила се на месту на којем је касније подигнута словачка богомоља која је била касније и чкола и после парохија када је дошао свештеник Феликс Кутлик I 1876. године који се бавио и историјом Кулпина. Први учитељ у овој школи од 1789- 1796. био је Јан Лиси о коме као и о његовом раду у школи има мало података.
Током историје, локација школа се мењала много пута а настава се изводила у неколико прилагођених објеката на разним местима, све до 1983. године када је изграђена нова, савремена школска зграда. Године 1965. године школа добија назив (по славном чешком педагогу Јану Амосу Коменском). И поред бројних реформи, ова школа је увек задржала дух толеранције, двојезичности и међусобног уважавање, као и познавање културе језика оба народа (Словака и Срба), који живе у Кулпину.

## Настава и опрема школе
У оквиру зграде налази се и неколико нових учионица, прилагођених захтевима савремене наставе (мултимедијална учионица, информатички кабинет, библиотека, која броји око 12.000 књига што на српском што на словачком језику). Године 2006. је отворена нова фискултурна сала, опремљена савременим наставним средствима, са свим пратећим просторијама.
У школи је запослено 26 наставника, (сви наставници имају високу стручну спрему), стрчни сарадник, књоговођа, секретар, куварица сервирка и 4 радника – техничко особље.
У школској 2007/2008.години уписано је 244 ученика, распоређених у 16 одељења. Наставу на српском наставном језику похађа 73 ученика а на словачком наставном језику 171 ученик.

## Специфичности
Сви ученици школе активно користе оба наставна језика, те им је тиме олакшана проходност за даље школовање и на српском и на словачком наставном језику. На тај начин ученици ове школе уписују средње стручне школе и у Словачкој Републици.

## Галерија
- задњи улаз
- са улице
- из дворишта
- аула а
- аула б
- фискултурна сала
- разред
- ходник на спрату